# Artstation
Artstation (ArtStation) — онлайн-платформа для публикации цифровых художественных работ, ориентированная на художников, работающих в сфере видеоигр, кино, анимации и концепт-арта. Сайт позволяет пользователям демонстрировать свои работы, находить клиентов и взаимодействовать с профессиональным сообществом.

## История
ArtStation была запущена в 2014 году канадской компанией Ballistiq Digital Inc. с целью создания удобного пространства для художников цифрового искусств и быстро стала одной из популярных платформ для художников. В 2021 году платформа была приобретена компанией Epic Games.

## Влияние и значимость
ArtStation является ключевой платформой для художников цифрового искусства, особенно в индустриях видеоигр и кино. Многие крупные компании, такие как Blizzard Entertainment, Ubisoft, CD Projekt Red, используют ArtStation для поиска талантов и размещения вакансий.

## Основные возможности
Платформа предоставляет различные инструменты для художников, включая:

#### Портфолио
Возможность создания персональной галереи работ, поддержка изображений, видео, 3D-моделей и 360-градусных рендеров. Пользователь может подключить собственный домен к своему портфолио, что позволит странице открываться по индивидуальному адресу, как у самостоятельного сайта.

#### Маркетплейс
Раздел, где пользователи могут продавать 3D-модели, текстуры, туториалы, кисти, референсы и другие цифровые ресурсы. Также предусмотрены различные лицензии для продажи контента.

#### Блог
Возможность делиться процессами работы, новостями, аналитикой и получать обратную связь от сообщества.

#### Вакансии
Раздел с предложениями работы от игровых и киноиндустриальных компаний. Работодатели могут напрямую искать художников по их портфолио.

#### ArtStation Learning
Образовательный сервис с курсами по цифровому искусству, включая мастер-классы от известных художников индустрии.

## Инциденты
В декабре 2022 года на платформе ArtStation, возникла волна недовольства среди пользователей. Причиной стало появление большого количества изображений, созданных с помощью инструментов искусственного интеллекта, таких как Stable Diffusion и MidJourney. Многие художники выразили обеспокоенность тем, что ИИ-генерация произведений искусства основана на использовании их работ без согласия, атрибуции или компенсации, что ставит под угрозу их профессиональную деятельность и авторские права. В знак протеста пользователи начали загружать изображения с лозунгами против ИИ-искусства. 